# 단테 바스코
단테이 바스코(Dante Basco, 영어 발음: /ˈdɑːnteɪ/, 1975년 8월 29일 ~ )는 미국의 성우이자 배우이다.

## 출연 작품
- 더 패뷸러스 필리피노 브라더스 (2021)
- 엠티 바이 디자인 (2019)
- 자헤드 3: 더 씨즈 (2015)
- JLA 어드벤쳐: 트랩트 인 타임 (2014)
- 머더 101 (2014)
- 배드 애스 2: 배드 애시즈 (2014)
- 마우스피스 (2013)
- 더 데블스 더즌 (2013)
- 행 루즈 (2012)
- 파라다이스 브로큰 (2011)
- 서브직트: 아이 러브 유 (2011)
- 블러드 앤 본 (2009)
- 나이트 테일즈 - 더 무비 (2008)
- 테이크 더 리드 (2006)
- 잭과 코디, 우리집은 호텔 스위트 룸 (2005)
- 아바타: 아앙의 전설 (2005)
- 러브 돈 코스트 어 씽 (2003)
- 바이커 보이즈 (2003)
- 더 데뷔 (2001)
- 익스트림 데이즈 (2001)
- 하지만 나는 치어리더예요 (1999)
- 신밧드: 배틀 오브 더 다크 나잇 (1998)
- 파킨 다 펑크 (1997)
- 구피 무비 - 오리지널 (1995)
- 북두권 (1995)
- 철인 무적 (1991)
- 후크 (1991)
- 문워커 (1988)
- 케빈은 12살 (1988)